# Phradis flavoclypeatus
Phradis flavoclypeatus là một loài tò vò trong họ Ichneumonidae.